# Amerikaans vuilbroed
Amerikaans vuilbroed (AVB, Histolysis infectiosa perniciosa larvae apium, Pestis americana larvae apium) is een ziekte van het broedsel van bijen. Het
wordt veroorzaakt door een staafvormige, sporenvormende bacterie, de Paenibacillus larvae. De sporen van deze bacterie blijven lang leven en zijn goed bestand tegen hitte en uitdroging.
De bijenziekte is niet besmettelijk voor de mens. Het levert voor de voedselvoorziening wel problemen op als veel bijen er aan sterven. De kweek van veel gewassen, waaronder fruit en kasgroenten, is afhankelijk van bestuivingsactiviteiten door de bij.

## Symptomen
AVB is te herkennen aan de volgende symptomen:
- onregelmatig broednest;
- veel open cellen tussen het gesloten broed;
- ingezonken celdeksels bij het gesloten broed;
- openingen in een aantal celdeksels;
- gronderige leemachtige geur.

Cellen met een ingezonken deksel kunnen onderzocht worden door het dekseltje met een lucifer door te prikken. Bij Amerikaans vuilbroed is de inhoud geelbruin en dradentrekkend.

## Besmetting
Besmetting gebeurt door opname van bacteriesporen. De sporen van de bacterie worden door het poetsgedrag van de bijen en daarna tijdens het voeden van de larven overgebracht. Na het opnemen van met sporen besmet voedsel, vindt ontkieming plaats in de middendarm van de larve. Na het verzegelen van het broed vermeerderen de bacteriën zich explosief en tasten de inmiddels verpopte larve verder aan. Het totale popweefsel wordt door de bacteriën verbruikt. De pop wordt eerst lichtbruin, dan donkerbruin en sterft vervolgens.
De ziekte wordt in een bijenvolk verspreid door de voedsterbijen. Besmetting van een bijenvolk kan gebeuren door:
- het voeren van besmette honing of besmet stuifmeel;
- het invoeren van koninginnen met begeleidende bijen;
- vervliegen, zwermen, wasmot, stuifmeelmijt en kleding en materiaal van de imker;
- het aanschaffen van gebruikte bijenwoningen en materiaal.

## Bestrijdingsplicht
Voor Amerikaans vuilbroed bestaat geen Europese bestrijdingsplicht. Wel is een handelsrichtlijn (Richtlijn nr. 92/65) van kracht die eisen stelt aan het handelsverkeer. Uitbraken van Amerikaans vuilbroed worden door de imkerij zelf bestreden.